# Лёви, Альберт (раввин)
Альберт Лёви (англ. Albert Löwy; 1816—1908) — британский раввин моравского происхождения; востоковед, писатель и общественный деятель.

## Биография
Родился в Аусзее (Моравия) в 1816 году. В Вене под руководством профессора М. Штейншнейдера изучал еврейский и арабский языки.
Несколько лет спустя после основания реформированной синагоги в Лондоне был назначен её проповедником (1842), на этом посту прослужил пятьдесят лет .
Содействовал основанию Общества еврейской литературы; часто читал лекции в Обществе библейской археологии и в других учёных ассоциациях. Его попытка доказать подделку памятника моавитского царя Меши — не имела успеха.

## Труды
Каталогизировал самаританские манускрипты, принадлежавшие лорду Кроуфорду и Балкарресу .
Напечатал в «Transactions of the Society of Biblical Archaeology» (публикации Общества библейской археологии; 1875) первый образец диалекта арамейского языка, употребляемого среди евреев Урмии; его труд вызвал другие исследования по этому вопросу .
В 1891 году издал «Catalogue of hebraica and judaica in the Library of the corporation of the City of London» («Каталог гебраики и иудаики в корпоративной библиотеке лондонского Сити») с обширным предметным указателем.
Похоронен на кладбище Боллс-Понд-Роуд на Кингсбери роуд в Лондоне.